# Pseudomesauletes fulvescens
Pseudomesauletes fulvescens is een keversoort uit de familie Rhynchitidae. De wetenschappelijke naam van de soort is voor het eerst geldig gepubliceerd in 1936 door Voss.